# (25155) van Belle
(25155) van Belle est un astéroïde de la ceinture principale.

## Description
(25155) van Belle est un astéroïde de la ceinture principale. Il fut découvert le 16 septembre 1998 à la station Anderson Mesa par le programme LONEOS. Il présente une orbite caractérisée par un demi-grand axe de 2,83 UA, une excentricité de 0,08 et une inclinaison de 2,4° par rapport à l'écliptique.

## Compléments